# Río San Juan (Utah)

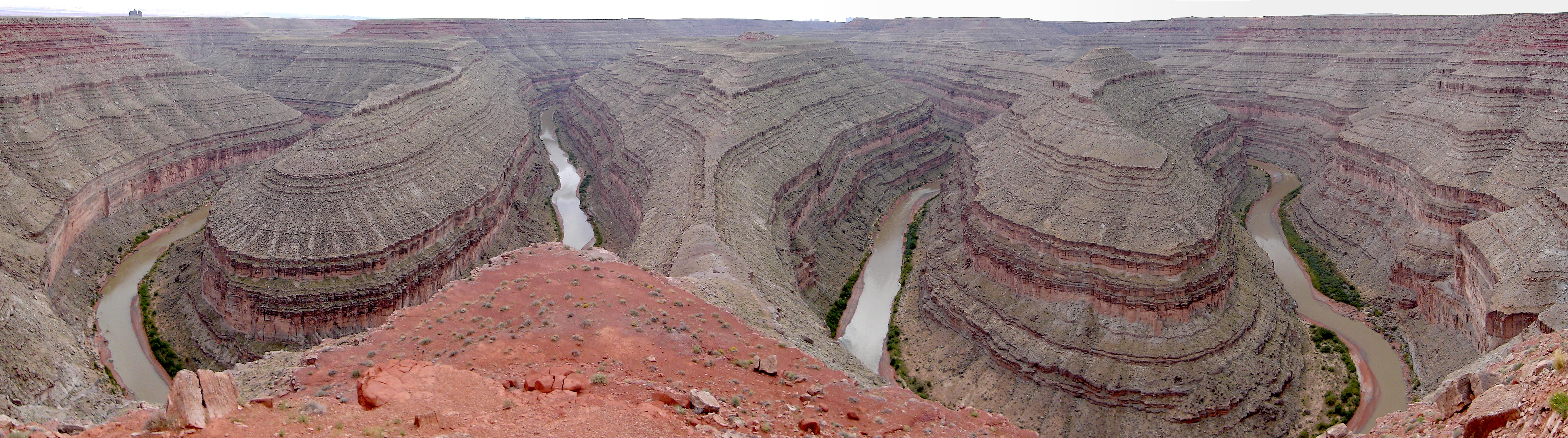
El río en el Goosenecks State Park

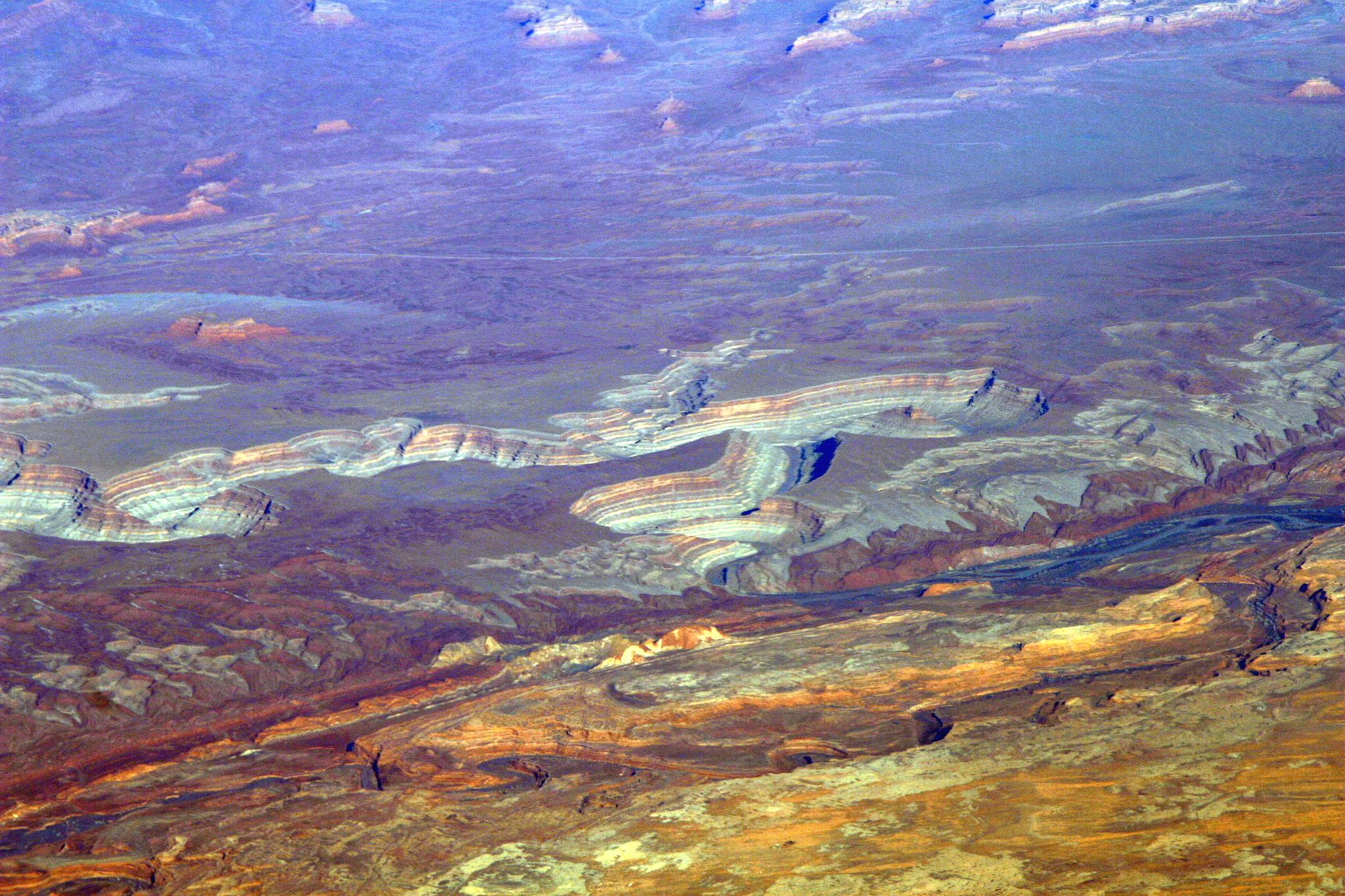
Otra vista del río en Goosenecks.

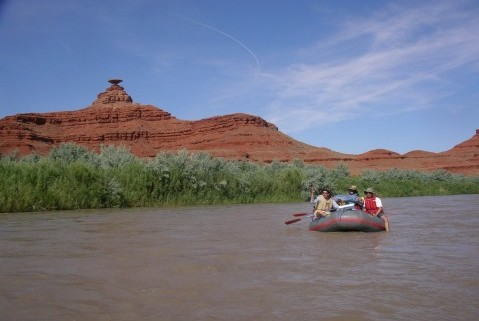
Rafting en el río San Juan, entre Bluff y Mexican Hat (Utah), en el tramo final, antes de llegar al lago Powell. Al fondo, el Mexican Hat.

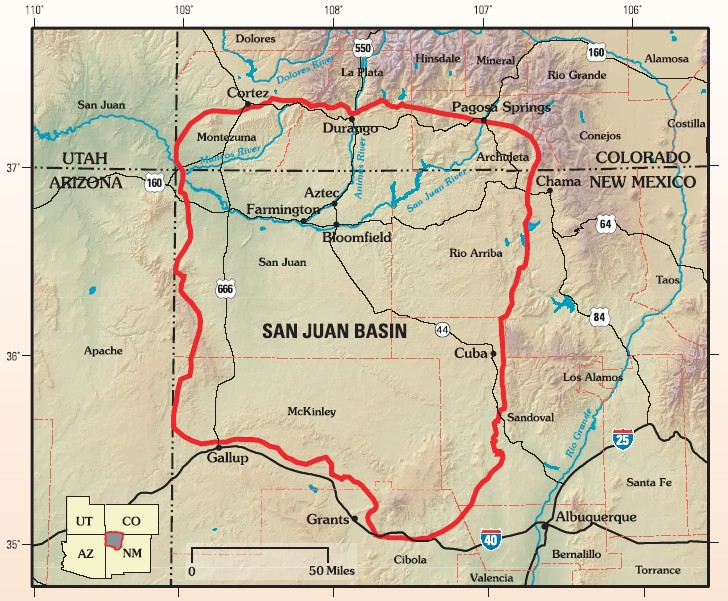
Cuenca del río San Juan.

El río San Juan (del inglés: San Juan River) es un largo río del Oeste de los Estados Unidos, uno de los afluentes del río Colorado que discurre por la parte meridional de la vertiente occidental de las Montañas Rocosas. Tiene una longitud de 644 km, que lo sitúan entre los 60 ríos más largos de los Estados Unidos y drena una cuenca de 64 560 km².
Administrativamente, el río discurre por los estados de Colorado, Utah y Nuevo México.

## Geografía
El río San Juan nace en la parte central del sur del estado de Colorado, en el interior de la sierra de San Juan, por la confluencia de sus dos ramales, el East Fork y el West Fork, algo al norte de Pagosa Springs. El río nace dentro del área del Bosque Nacional San Juan y discurre primero en dirección sur a lo largo de la ladera meridional de las montañas San Juan, al oeste de la divisoria continental y pasa por Treasure y luego por Pagosa Springs (1.591 hab.). El río sigue hacia el sur, y se adentra en la Reserva India Ute Meridional pasando por los cañones de Stikings Springs y de Squaw. Luego recibe por la izquierda al río White, poco antes de llegar a Trujillo. El río vira hacia el suroeste, bordeando la mesa Montezuma, donde recibe al arroyo Montezuma. Llega a Juanita, donde recibe, también por la izquierda, al río Navajo. Se vuelve hacia el este, casi en el límite estatal, y pasa por Gato, Pagosa Junction y Carracas, y luego llega a la cola del embalse Navajo, donde recibe por la derecha al río Piedra. 
El embalse se encamina hacia el suroeste y al poco, en el propio embalse, el río entra en el estado de Nuevo México por su lado septentrional. En el tramo embalsado, en Nuevo México, recibe por la izquierda al río Los Pinos, que llega desde el norte, de Colorado. Todo el embalse y sus riberas están dentro del Parque Estatal Lago Navajo. Sigue en dirección este, pasando por Archuleta, Turley, Blanco, Bloomfield (6.420 hab.) y Farmington (37.844 hab.), donde recibe, también por la izquierda, primero al río de las Ánimas, proveniente del noreste y al poco, al río La Plata, que llega desde el norte. Desde Farmington, el río discurre por la Reserva India Navajo (Navajo Indian Reservation). Sigue el río hacia el este, pasando por Kirktland (6.190 hab.), Fruitland, Waterflow y Hiprock (8.156 hab.), donde el río comienza a virar hacia el noroeste. Poco antes de llegar al límite estatal, el río San Juan recibe por la derecha, provenientes desde el Este, de Colorado, el río Mancos.
El río vuelve muy brevemente a entrar en Colorado, por su esquina suroeste de Colorado. El río entra en el estado de Utah por su extremo suroriental, y se encamina cada vez más NNO, llegando a Aneth, donde vuelve a virar hacia el este. El río recibe por la derecha, desde el norte, al arroyo Montezuma, al Recapture y al Butler Wash. El río llega a Mexican Hat, al inicio de la zona de los Goosenecks, que atraviesa describiendo serpenteantes meandros, en los que recorre unos 5 km por cada kilómetro en línea recta. La zona está dentro del Parque Estatal Goosenecks, y en ella recibe, por la derecha, procedente del Sur, al arroyo Chinle. 
El río llega finalmente a la cola del embalse del lago Powell, al brazo conocido San Juan (San Juan Arm), donde se incorpora al río Colorado. La presa del cañón Glen fue terminada en 1963 y es la segunda mayor de los EE. UU. por agua embalsada, con una superficie de agua de 658 km² y una longitud de casi 300 km. Toda el embalse está dentro del Área de recreo nacional del Cañón de Glen.

## Pesca

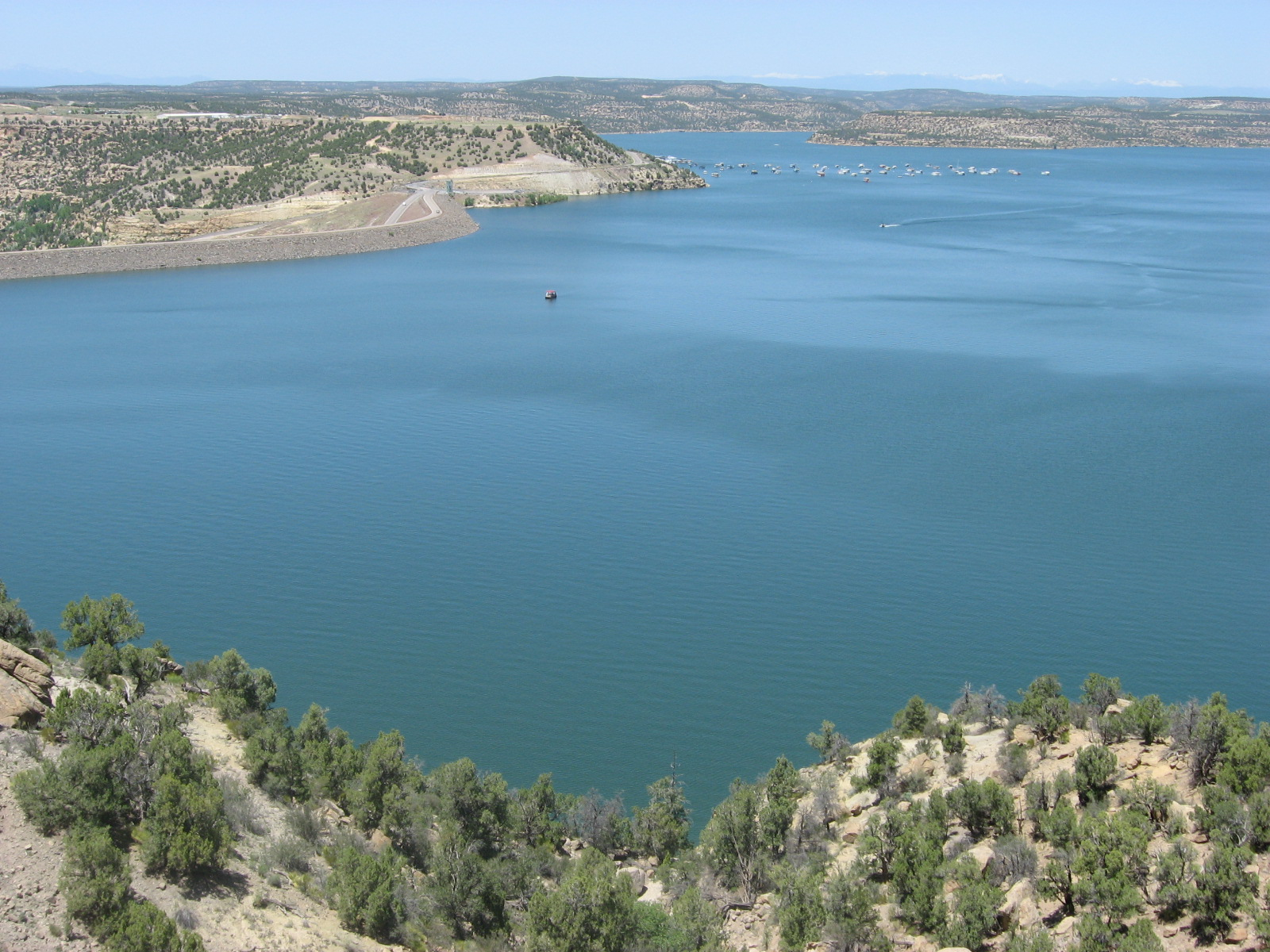
Lago Navajo.

En general, el río San Juan ofrece buena pesca en sus aguas cálidas, lentas y cenagosas. Un tramo merece especial mención por su atractivo para la pesca con mosca: el de 7 km que está justo aguas abajo del embalse Navajo, en el noroeste de Nuevo México, cerca de la pequeña localidad de Aztec. Este tramo, conocido por los pescadores simplemente como «Juan», es uno de los más sagrados de las aguas de pesca de trucha en América del Norte El agua liberada de la presa es clara y fría, rica en nutrientes, y el caudal es relativamente estable. Las ricas aguas permiten una abundante flora, que a su vez crea un entorno para la proliferación de insectos, que a su vez apoyan una de las más prolíficas poblaciones de truchas de cualquier gran río, tanto en términos de cantidad como de tamaño medio del pez. En un punto, en este corto tramo del río se calcula que hay unas 80.000 truchas que tienen un promedio de longitud de 17" (unos 43 cm).
Ese tramo ha sido declarado como de aguas de calidad (quality waters), con una especial regulación para la pesca.

## Otras actividades recreativas
El tramo del río San Juan que discurre por Utah es un destino de recreo muy popular en los meses de verano, con actividades de rafting, pesca, excursiones y acampada. Para los viajeros, el río San Juan también ofrece una interesante mirada a la historia americana nativa en forma de ruinas y arte rupestre. En las orillas del San Juan hay mucha vida animal y vegetal, así como muchas e interesantes características geológicas. El río San Juan, desde Bluff hasta el lago Powell, es administrado por el Bureau of Land Management, con oficina en Monticello. Se requieren autorizaciones para cualquier uso recreativo en el río.